# Nesapterus segnis
Nesapterus segnis är en skalbaggsart som beskrevs av Sharp 1908. Nesapterus segnis ingår i släktet Nesapterus och familjen glansbaggar. Inga underarter finns listade i Catalogue of Life.